# L'illa del paradís
L'illa del paradís (títol original: The Admirable Crichton i estrenada als Estats Units com Paradise Lagoon) és una pel·lícula de comèdia romàntica britànica de 1957 d'aventures pels mars del sud dirigida per Lewis Gilbert i protagonitzada per Kenneth More, Diane Cilento, Cecil Parker i Sally Ann Howes. La pel·lícula estava basada en The Admirable Crichton, 'obra de teatre còmica de 1902 de J. M. Barrie. Està doblada al català.

## Argument
El 1905, Lord Henry Loam i la seva família i servidors naufraguen en una illa deserta on la supervivència del més apte fa que el rígid sistema de classes sigui irrellevant.

## Repartiment
- Kenneth More com Bill Crichton
- Diane Cilento com Eliza / "Tweeny"
- Cecil Parker com Henry Loam
- Sally Ann Howes com Lady Mary
- Martita Hunt com la comtessa vídua de Brocklehurst
- Jack Watling com Rev. John Treherne
- Peter Graves com George
- Gerald Harper com The Hon. Ernest Woolley
- Miranda Connell com Lady Agatha
- Miles Malleson com cicari
- Eddie Byrne com capità "Bluebell"
- Peter Welch com Rolleston
- Toke Townley com Lovegrove
- John Le Mesurier (sense acreditar) com Monsieur Fleur
- William Mervyn (sense acreditar) com a invitat al ball
- Bernard Horsfall com salvavides
- Roland Curram com Thomasl

## Producció
Els drets de l'obra eren propietat de Paramount Pictures que va fer dues pel·lícules basades en ella. Durant la Segona Guerra Mundial, Paramount va transferir els drets a Alexander Korda. Lewis Gilbert i Kenneth More havien fet junts Reach for the Sky que va tenir molt èxit. Korda va començar a intentar adaptar l'obra el 1952, inicialment amb Sidney Gilliat dirigint i Rex Harrison com a protagonista. El gener de 1956 va cedir als drets cinematogràfics a Mike Todd, que tenia la intenció de produir la pel·lícula amb Robert Newton i Cantinflas com actors. Més tard aquell any Korda va intentar produir la pel·lícula de nou amb un guió escrit per Michael Pertwee. Korda, que tenia More sota contracte, finalment el va convèncer a ell i a Gilbert perquè fessin la pel·lícula junts. Korda va morir poc després, però el projecte va continuar. La pel·lícula va ser produïda per l'antiga empresa d'Alexander Korda per a la seva distribució per Columbia Pictures.

Lewis Gilbert va dir la pel·lícula:
Va ser una adaptació lliure de l'obra de Barrie per adaptar-se a Kenny, i va ser una pel·lícula molt reeixida. No crec que deguis una fidelitat total al text original perquè, en cert sentit, estàs fent una cosa molt diferent. M'estimava molt Kenny com a actor, tot i que no era especialment versàtil. El que podia fer ho va fer molt bé. Els seus punts forts eren la seva capacitat per retratar l'encant; bàsicament era l'oficial que tornava de la guerra i era excel·lent en aquest tipus de paper. En el moment en què aquest tipus de paper va desaparèixer, va començar a ser una estrella de taquilla.
La pel·lícula es va rodar de setembre a desembre de 1956 a les Bermudes i als London Film Studios de Shepperton, Anglaterra. Claremont House s'utilitza com a ubicació per a Loam Hall.
Encara que al compositor australià Douglas Gamley se li atribueix la major part de la partitura de la pel·lícula, Richard Addinsell, que no estava acreditat, va proporcionar la música de ball original, incloent un vals, una polca i un galop. Aquestes peces van ser reconstruïdes, gravades i llançades en CD l'any 2003. La música original va ser interpretada per l'Orquestra Simfònica de Londres i va ser dirigida per Muir Mathieson.

## Recepció
L'illa del paradís va ser la tercera pel·lícula més popular a la taquilla britànica el 1957, després de Alta societat i Metge a la vista. Segons Kinematograph Weekly, la pel·lícula va ser "in the money" a la taquilla britànica el 1957.
Filmink va argumentar que Sally Ann Howes "hauria d'haver-se convertit en una estrella més gran" després del seu treball en aquesta pel·lícula.

## Our Man Crichton
La pel·lícula es va convertir en un musical escènic anomenat Our Man Crichton que va debutar el 1964 també protagonitzat per Kenneth More. More es va mostrar reticent a prendre el paper ja que no sabia cantar, però va acceptar perquè li pagaven 1.000 lliures a la setmana. El rendiment a la taquilla va ser pobre, més ho atribueix en part a la mort de Winston Churchill, però encara va durar sis mesos.